# (7) Ирида
(7) Ири́да (лат. Iris) — астероид главного астероидного пояса. Открыт 13 августа 1847 года английским астрономом Джоном Хиндом в обсерватории Бишопа, Великобритания. Астероид назван в честь древнегреческой богини радуги.
Астероид обращается вокруг Солнца за 3,68 года.

Сравнение размеров: Десять первых открытых астероидов в сравнении с Луной. (7) Ирида четвёртая справа

В 2011 году сотрудники Парижской обсерватории исследовали стабильность орбит Цереры и Весты методом компьютерного моделирования с учётом поведения 8 планет Солнечной системы, Ириды, Плутона, Луны, Паллады и Бамберги.

## Сближения
| дата             | а. е.    | расстояний до Луны | небесное тело |
| ---------------- | -------- | ------------------ | ------------- |
| 15.02.1916 17:06 | 0,020875 | 8,13               | Фисба         |
| 23.07.1934 20:09 | 0,017477 | 6,81               | Фисба         |
| 27.12.1952 18:53 | 0,017050 | 6,64               | Фисба         |
| 31.05.1971 5:20  | 0,019650 | 7,66               | Фисба         |
| 05.11.1989 5:30  | 0,046904 | 18,3               | Фисба         |
| 14.04.2008 15:09 | 0,035259 | 13,7               | Фисба         |
| 19.09.2026 4:25  | 0,039084 | 15,2               | Фисба         |
| 11.09.2133 8:06  | 0,049476 | 19,3               | Гигея         |